# Хаяма, Ёсики
Ёсики Хаяма (12 марта 1894 года — 18 октября 1945 года) — японский пролетарский писатель.

## Биография
Хаяма родился в самурайской семье в посёлке Тоёцу, ныне Мияко, Фукуока. После окончания средней школы он поступил в университет Васэда, откуда его исключили за задолженность по учёбе. Работал матросом на флоте, плавал по маршруту Калькутта-Муроран-Иокогама. Опыт этого периода жизни послужил основой его поздних произведений. В 1920 году работал на цементном заводе в Нагое, после получения производственной травмы пытался безуспешно основать профсоюз. Присоединился к рабочему профсоюзу в Нагое, возглавлял акции по улучшению условий труда.
В 1923 году был арестован и посажен в тюрьму. В заключении написал рассказы «Человек, живший на море» (об ужасных условиях труда на китобойных судах) и «Проститутка». После освобождения в 1926 году напечатал «Проститутку» в журнале «Литературный фронт». Произведения Хаямы беспристрастно описывают естественные чувства людей и стремятся к высокой степени литературного совершенства. «Человек, живший на море», в частности, считается шедевром японской пролетарской литературы. Помимо этого, написал следующие произведения: «Полдня в тюрьме», «Письмо, найденное в цементной бочке», «Движущаяся деревня», «Помутнение».
На поздних этапах биографии отказался от идей марксизма и стал поддерживать идеи японского империализма. С 1934 года он проживал в префектуре Нагано и параллельно литературной деятельности он также работал на стройке. В 1943 году писал статьи для маньчжурской газеты «Мансю», сам несколько раз ездил в Маньчжурию и, наконец, в июне 1945 года поселился там с дочерью, чтобы основать новую деревню. Когда он возвращался в Японию, умер в поезде от внутричерепного кровоизлияния 18 октября 1945 года.
18 октября 1977 года Хаяме был установлен памятник в его родном посёлке.